# Vrnitev odpisanih
Vrnitev odpisanih (srbohrvaško Povratak otpisanih) je bil jugoslovanski (srbski) vojni film iz leta 1976.
Sam film je nadaljevanje filma Odpisani (Otpisani). Potem, ko od celotne skupine preživita le Prle in Tihi, se umakneta v partizane. Toda nato začne nekdo likvidirati aktiviste NOG-a v Beogradu, zato se morata vrniti v mesto. Toda Gestapo jima pride na sled ...